# Gia Johnson
Gia Johnson-Singh (18 de junio de 1985) es una modelo británica conocida por sus apariciones en Vogue y por ser el rostro de Tia Maria. Fue premiada por Vogue como "Best Hot Stepper on the Ramp" (lit. mejor pimiento picante en la rampa) como también consiguió entrar en su lista de "Influencia y poder". En 2011, Femina la nombró una de las 50 personas más atractivas de la India.

## Primeros años
Johnson es hija de una madre inglesa y un padre de ascendencia punjabi. Creció en Richmond, Londres, junto a su madre, Kay, una profesora de pilates. Fue descubierta a la edad de 15. Johnson no estuvo interesada en el modelaje y se centró en sus estudios hasta que Marie Soulier le hizo una oferta y comenzó a interesarse por el modelaje. Johnson firmó con FM Model Management y asistió a una escuela de Artes en Londres. Permaneció ahí hasta terminar con las notas más altas en literatura inglesa, teatro, actuación y danza. Tras graduarse, Johnson pasó un año sabático modelando en Nueva York con el que era su novio, quien también era modelo.

## Carrera

### Modelaje
Johnson fue descubierta por Marie Soulier. Firmó con la agencia FM Model Management a la edad de 15. Después de graduarse, Johnson se mudó a Nueva York para seguir una carrera en el modelaje. Finalmente volvió a Inglaterra y firmó con Storm Model Management. Sin embargo, Johnson dejó Storm Models y firmó con Profile Management hasta abril de 2010 cuando se cambió a Models 1.
Johnson es predominantemente una modelo de editorial. Ha aparecido en las portadas de Vogue India, Verve, Sportswear International, y Femina India. Ha aparecido en incontables editoriales de Vogue, Elle India, I.D., L'Officiel, Grazia, Cosmopolitan, GQ, M y Henna. Como resultado, Johnson ha trabajado para fotógrafos como Ellen von Unwerth, Rankin, Robin Derrick, y Dan Smith.
Ha aparecido en anuncios de Clinique, Emyce, Ganjam, Lynx, Lavazza Coffee, Persona, Fields Watches, Redken, Pantene, Kerastase Hair Products, Frontier, y Splenda. Ha modelado en catálogos de ASOS.com por un largo tiempo y también es el rostro de Rare, una colección de ropa de la banda The Saturdays. Además, Johnson modela con frecuencia para Lipsy, Figleaves.com, y Gray & Osbourn. Johnson se volvió el rostro de la campaña de Monisha Jaisings primavera/verano 2010 campaign as well. Ha figurado en el calendario 2010 Kingfisher como también en el calendario Lavazza 2006 fotografiada por Ellen von Unwerth.
Johnson ha desfilado en Londres, Nueva York, París, e India a pesar de su estatura baja. Ha desfilado lara Levi Strauss & Co. Jeans y Diesel Jeans en la London Fashion Week. En 2005, Johnson desfiló en el evento del 10° Aniversario de Agent Provocateur. Johnson ha desfilado en pasarelas indias en Lakme Fashion Week y FDIC Fashion Weeks habiendo caminado para Manish Malhotra, Purvi Doshi, Sashikant Naidu & Masaba, y Shantanu & Nikhil. Johnson también ha desfilado para Amalraj Sengupta, Manisha Malhotra, Narenda Kumar, Troy Costa, Swapnil Shinde, Nachiket Barve, Anupamaa, Nandita Thirani, Gen Next 5years,Sailex NG, Shrivan Narresh, y Anita Dongre.

### Actuación
Johnson tuvo un pequeño papel en la película The Calcium Kid, protagonizada por Orlando Bloom. Johnson ha aparecido en comerciales de Gillette y Tia Maria.